# Synagoge Birkenau (Odenwald)
Die Synagoge in Birkenau, einer Gemeinde im Landkreis Bergstraße im Süden von Hessen (Deutschland), wurde 1858/59 errichtet und 1938 zerstört. Die Synagoge befand sich in der Obergasse.

## Geschichte
Die feierliche Einweihung der Synagoge fand am 18. Oktober 1859 statt. Die Synagoge hatte 40 Plätze für Männer und 20 auf der Frauenempore, die über eine Außentreppe erreichbar war. Die Synagoge wurde im Stil der Neoromanik erbaut. 
Am 9. November 1938 wurde das Synagogengebäude an die Gemeinde Birkenau verkauft, die ihr Feuerwehrhaus darin einrichten wollte. Dennoch wurde die Synagoge in der Nacht zum 10. November von SA-Männer zerstört. Die beiden Vorsitzenden der jüdischen Gemeinde, Ferdinand und Emanuel Löb, wurden noch am selben Tag gezwungen, einen veränderten Kaufvertrag über das Gebäude zu unterschreiben, in dem es hieß: „Ein Kaufpreis wird nicht bezahlt“. Im Frühjahr 1940 wurde die Ruine abgebrochen. 

## Gedenken
Am Standort der ehemaligen Synagoge befindet sich ein kleiner Gedenkstein mit der Inschrift: „Hier stand die 1859 erbaute und 1938 zerstörte Synagoge“. 

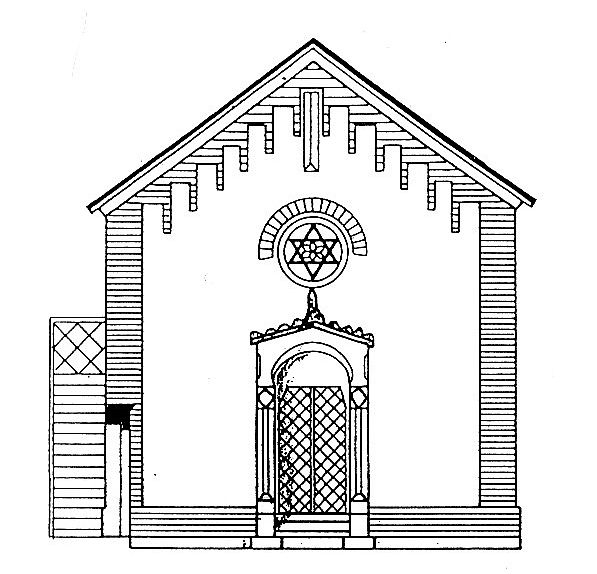
Westseite mit Eingang
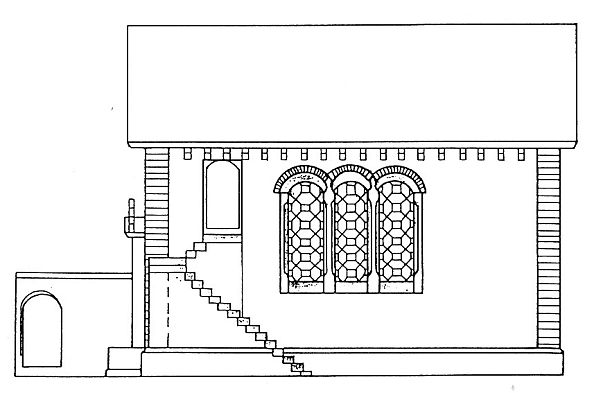
Südliche Seitenansicht
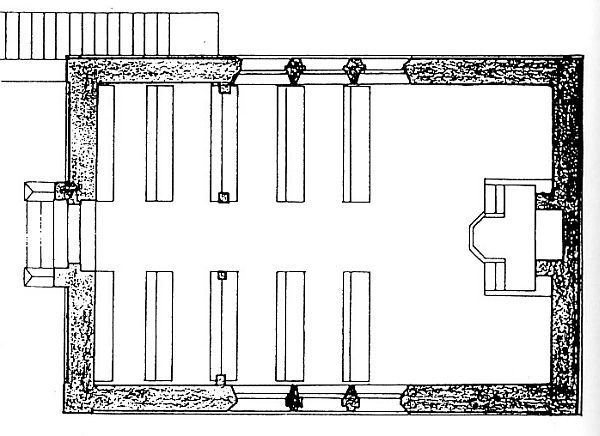
Grundriss Erdgeschoss
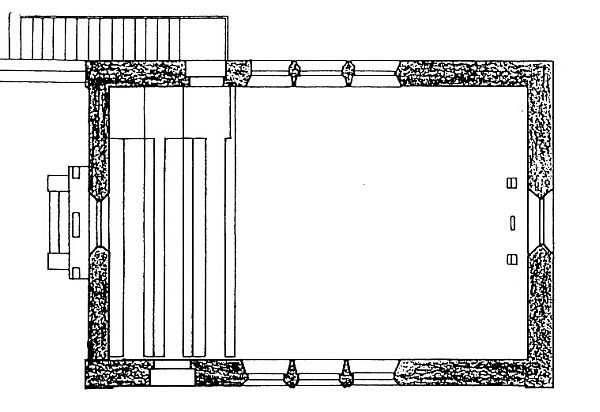
Grundriss Empore